# Chivalry and Sorcery
 (juin 2023).
- Si vous ne connaissez pas le sujet, laissez ce bandeau (vous pouvez alors contacter les auteurs).
- Si vous supprimez le contenu mis en cause (vous pouvez préalablement contacter les auteurs),

argumentez précisément cette suppression dans la page de discussion
(un manque de référence n'est pas un argument ; une recherche réelle de référence doit avoir été effectuée, être formellement documentée).
Chivalry & Sorcery (C&S) est un jeu de rôle sur table créé en 1977 par Edward Simbalist et Wilf Backhaus, et publié par Fantasy Games Unlimited. Il fut l'un des premiers concurrents de Donjons et Dragons (D&D).
Les deux concepteurs du jeu étaient insatisfaits du manque de réalisme historique de D&D et créèrent donc un premier système de jeu dérivé de celui-ci, qu'ils nommèrent "Chevalier". Ils le présentèrent à Gary Gygax lors d'une convention de jeu mais celui-ci ne montra aucun intérêt pour modifier D&D en ce sens. Après quelques évolutions finales pour débarrasser Chevalier des derniers restes de D&D (par exemple le jeu contenait une table de jets de sauvegarde semblable à celle de D&D), Edward Simbalist et Wilf Backhaus publièrent la première édition de leur jeu chez l'éditeur américain FGU, renommé Chivalry & Sorcery. Peu après sortait la première édition de Advanced Donjons et Dragons (AD&D).
Plus axé sur le côté médiéval et chevaleresque que sur le côté fantastique, C&S était doté dans sa première version d'un système de règles plus sophistiqué et complexe que les tout premiers jeux de rôles. Le jeu a été édité à quatre reprises. C&S fut le premier à introduire des notions nouvelles comme les coups critiques ou les niveaux pour les monstres qui ont été reprises, par exemple, dans Rolemaster ou la nouvelle version de Donjons et Dragons, ainsi qu'à ouvrir les joueurs sur un cadre de campagne extérieur au lieu de les cantonner aux sombres souterrains d'un donjon obscur aux confins du pays. Les parties se déroulant hors du cadre d'une aventure devenaient très importantes, particulièrement pour les magiciens, qui devaient passer de nombreux jours à apprendre leurs sortilèges et à enchanter leurs matériaux.

## La1reédition(C&S1)
La première édition du jeu est aussi appelée aussi The Red Book (en), Il contient les règles de création des personnages, de combat, de magie, celles propres aux chevaliers (tournois, amour courtois, fiefs, influence politique), les prêtres et les miracles, une large section sur les monstres, une autre sur les démons et la démonologie et même des règles de combat de masse pour simuler des affrontements entre de petites armées à un niveau tactique. La mise en page emploie de petits caractères gothiques et une présentation dense.
La première édition intégrait la mythologie et le bestiaire de J. R. R. Tolkien. Il était ainsi question de Noldors immortels, des sept pères des Nains sous la montagne, de Hobbits, de Balrogs et même d'un célèbre anneau de pouvoir. Ces références ont disparu dans les éditions suivantes pour des raisons de droit d'auteur, tous ces noms étant protégés par les descendants de Tolkien. Ainsi, C&S se démarque très nettement de D&D qui a été, lui, influencé par d'autres auteurs, tels que Jack Vance, Fritz Leiber, L. Sprague de Camp et Michael Moorcock.

### Création d'un personnage
La création d'un personnage commence par le tirage aléatoire de la race entre humain, elfe, nain, hobbit et monstre.
Une fois la race déterminée, le joueur tire aléatoirement les caractéristiques "primaires", ainsi que la taille, le poids et le signe astral. Les caractéristiques sont au nombre de sept : dextérité, force, constitution, intelligence, sagesse, apparence, voix. Certaines caractéristiques "secondaires" sont calculées à partir des caractéristiques primaires, de la taille et du poids : il s'agit des points de vie, des points de fatigue, du charisme, de l'encombrement (Carrying Capacity, CC), de la capacité militaire (Military Ability Factor, MAF), de la capacité de combat (Personal Combat Factor, PCF) et du niveau de commandement (Command Level, CL : capacité à diriger une armée). Le signe astral, accompagné des auspices (favorable, défavorable ou neutre), détermine si le personnage est né sous une bonne étoile en ce qui concerne sa vocation. Par exemple le Lion est un bon signe pour les guerriers alors que le Scorpion est un bon signe pour les magiciens. Cela se traduit par un gain plus ou moins grand d'expérience en fonction des tâches accomplies.
L'alignement d'un personnage va de 1 à 20, 1-5 correspondant à un personnage Loyal et 16-20 à un personnage Chaotique. Ces notions déterminent le comportement d'un personnage par rapport aux enseignements de la religion chrétienne. Un Loyal sera très respectueux des textes sacrés et se comportera comme un honnête citoyen de bonne morale. Un Chaotique considérera la religion et les principes moraux qui y sont attachés comme secondaires, voire dénués de toute importance et se livrera aux pires exactions que la morale réprouve. Un personnage peut aussi avoir une ou plusieurs phobies ou craintes, comme le vertige, la claustrophobie, l'arachnophobie, etc., ce qui permet au joueur de donner un peu plus de relief à son personnage en roleplay.
Dans C&S, le statut social est très important, naître fils de duc est préférable à une origine paysanne, ne serait-ce que pour l'argent et les biens disponibles à la création du personnage, si toutefois ce n'est pas un "mauvais fils" qui s'est fait mettre à la porte par son père ! Un tirage aléatoire détermine donc l'origine sociale ainsi que le rang dans la famille, et si le personnage est un fils légitime, ou un bâtard reconnu ou non.
Finalement, en fonction de toutes ces données, le joueur décide quelle vocation va suivre son personnage. Parmi les classes combattantes figure le guerrier, qui devient chevalier s'il est fils de chevalier ou de noble, ou bien paladin si sa foi est solide. Un magicien aura le choix parmi 19 classes différentes. Les prêtres sont aussi présents, presque exclusivement des prêtres chrétiens (le jeu se veut une simulation d'une Europe médiévale essentiellement chrétienne). Il y a aussi trois classes de voleurs et affiliés, les voleurs à proprement parler, les brigands (le plus souvent rencontrés sur le bord des routes en tant que PNJ) et les spadassins (assassins).

### Les combats
Le combat se veut réaliste et emploie des notions tels que les points de fatigue, les coups critiques et le "Bash" (moyen de renverser son adversaire). À C&S un héroïque chevalier champion niveau 30 peut mourir d'une flèche dans l'œil tirée par un kobold de niveau 1.
Les résurrections ne sont pas monnaie courante à C&S. Seuls les évêques ont le pouvoir d'invoquer un miracle pour ramener à la vie un fidèle serviteur de l'Église, l'autre moyen étant de vendre son âme au Diable ! Les morts à C&S sont donc très souvent définitives.

### La magie

#### Généralités
Les pouvoirs d'un magicien sont définis par son niveau de concentration (fonction de ses caractéristiques, de son bonus astral et de son expérience) qui détermine son niveau magique (Magick level ou MKL, le 'k' de Magick a toujours caractérisé C&S). Le MKL détermine quel niveau de sorts sera accessible (un tous les deux MKL). Le MKL le plus élevé qu'un magicien puisse atteindre est 22 (comme les 22 arcanes du jeu de tarot). D'autre part, le facteur magique personnel (Personal Magick Factor, PMF) d'un magicien dépend de ses caractéristiques et de son MKL et définit sa capacité à affecter le monde qui l'entoure. En pratique, le PMF détermine la portée et la durée des sortilèges ainsi que le volume de matériau affecté par le magicien (voir plus loin sur la Magie Fondamentale). Cet aspect de la magie est discutable car la puissance d'un sortilège va dépendre dans certains cas du niveau du sort (les sorts les plus hauts niveaux étant les plus puissants) mais, pour les sorts de Magie Fondamentale, du PMF du magicien, c’est-à-dire de sa puissance.

#### La Magie fondamentale
À côté des sortilèges "classiques", charmes, illusions, magie noire, il existe une classe particulière de magie, la Magie Fondamentale (Basic Magick, ou BM) qui traite des sorts manipulant les quatre éléments (eau, air, feu, terre) et leurs dérivés (glace, froid, chaleur, lumière, obscurité, sable, poussière, pluie, etc.) C'est sans doute cet aspect qui est le plus fascinant de la magie dans C&S1. Tous les sorts de BM sont le résultat du mélange d'au moins un sort de création/manipulation (et au plus trois) et d'un élément. Les sorts de création/manipulation sont au nombre de huit: Create (Créer), Remove (Détruire), Detach (Déplacer), Accelerate (Accélérer), Amplify (Amplifier), Intensify (Intensifier), Concentrate (Concentrer) et Affix (Fixer).
Les effets possibles peuvent être combinés. On peut combiner jusqu'à trois sorts de création/manipulation avec un élément, d'où un très grand nombre de combinaisons possibles.
La Magie fondamentale est très dangereuse. Un magicien de niveau intermédiaire (par exemple MKL9, niveau auquel les magiciens deviennent maîtres et peuvent prendre un élève) peut lancer une boule de feu magique qui fera 130 à 240 points de vie de dommages, avec moyenne de 180, sachant qu'un homme bien constitué a une trentaine de points de vie et qu'un athlète dépasse difficilement les 50 points de vie.

#### Les différentes classes de magiciens
Lorsqu'un joueur opte pour un magicien, il doit déterminer aléatoirement (ou choisir si son meneur de jeu l'accepte) sa classe, parmi 21 réparties en quatre grandes catégories : Magiciens Naturels, Arcanes Mineurs, Majeurs et Mystiques.
- Les Magiciens Naturels comprennent les Talents Primitifs, qui font de la magie instinctivement mais sont incapables d'apprendre des sorts à partir d'un livre ou bien d'enchanter des objets magiques, ainsi que les chamans, médiums, Dance Chant et Drug Trance qui apprennent la magie par un guide spirituel, contacté lors d'une transe auto-induite ou due à une mise en condition (drogues, chant, danse...).
- Les Arcanes Mineurs comprennent des magiciens très spécialisés tels que l'Alchimiste qui recherche la pierre philosophale et la potion d'immortalité, l'Artificier-Joaillier (Jewelsmith Artificer) qui fabrique les Amulettes de protection et les Anneaux de Pouvoirs (similaires aux Elfes d'Eregion qui furent manipulés par Sauron, dans l'œuvre de J. R. R. Tolkien), l'Artificier-Mecanicien (Mechanician Artificer) qui fabrique les statues qui s'animent, les mécanismes et les pièges magiques, l'Artificier-Forgeron (Weaponsmith Artificer) qui fabrique les armes et les armures magiques, classe de magicien dans laquelle les Nains excellent particulièrement, l'Astrologue qui lit l'avenir dans les étoiles et le Devin qui le lit dans les cartes de son jeu de tarot enchanté. La dernière catégorie d'Arcanes Mineurs est celle des Sorciers (Hex Masters) qui regroupe elle-même plusieurs types de magiciens. On trouve des Sorciers et Sorcières (Witches and Warlocks) qui vivent en covens, avec souvent à leur tête un Prêtre Noir (Evil Priest), spécialisé dans la magie noire et la démonologie, capable non seulement de faire de la magie mais de demander des miracles à Lucifer ou à ses anges déchus. Finalement, le Sorcier Solitaire (Solitary Hex Master) utilise sa connaissance de la magie noire et des démons pour combattre le mal, il est forcément d'alignement Loyal.
- Les Arcanes Majeurs comprennent plusieurs magiciens. Le Conjureur pratique toute sa magie à travers des potions qu'il prépare dans son chaudron magique, l'Enchanteur dissimule ses sorts dans des chants et des airs de musique et prend souvent le déguisement d'un troubadour qui va de château en château, le Nécromancien anime les morts et les commande. Quand il atteint un MKL suffisamment élevé, il peut fabriquer des Anneaux de pouvoir et un Anneau unique qui lui permet de tous les commander, comme le fit Sauron de Mordor. Enfin, le Thaumaturge, fabrique des poudres et des parfums et met en œuvre des illusions.
- Les trois types de Mystiques pratiquent des formes plus ésotériques de la magie, hermétiques même à leurs collègues. Le Cabbaliste (Cabbala-Symbolist) pratique son art par l'utilisation de runes qu'il peut dessiner dans l'air ou bien sur des objets. Il travaille souvent avec d'autres magiciens, en particulier les artificiers forgerons. La classe est très intéressante à jouer mais on peut regretter qu'elle soit assez éloignée de la Kabbale juive, il s'agit plutôt d'une sorte de Cabbaliste "générique", qui peut être adapté à plusieurs cultures (judéo-chrétienne, nordique, etc.). Le Verbaliste (Power Word) est le maître des mots et des commandements. Il apprend de nombreuses langues et cherche à découvrir et à apprendre par-dessus tous les Mots de Pouvoir, à l'exemple de Ged de Terremer. Finalement le Mathémancien (Mystic Square) utilise les nombres pour faire de la magie. C'est peut-être le plus mystérieux de tous les magiciens, celui dont les connaissances sont les plus hermétiques et les plus difficiles à enseigner, ce qui explique peut-être sa rareté dans les campagnes C&S. À très haut niveau, sa connaissance des principes fondamentaux de la magie est telle qu'il est capable d'annuler toute magie dans un large rayon autour de lui, quelle qu'en soit la puissance !

#### Les sortilèges
Tout le système de magie repose sur le postulat suivant : le Monde est résistant à la magie et afin d'apprendre un sortilège ou d'enchanter un matériau, un magicien doit baisser la résistance (BMR) de ce sort ou de ce matériau à 0. Les sorts et les matériaux ont une BMR variable, de 1 à 10 en ordre croissant. Un magicien va donc passer du temps, beaucoup de temps, à méditer sur ses sortilèges pour les apprendre plus facilement et à enchanter des matériaux. Ce temps passé à ces activités purement magiques va lui rapporter de l'expérience, souvent bien que ce qu'il aurait gagné à partir en expédition à tuer des monstres et à trouver des trésors.
En pratique, pour lancer un sort, le magicien doit d'abord le lancer, ce qui est automatique si le sort est connu à BMR 0, et qui requiert sinon un lancer de dé. Puis il doit arriver à cibler correctement son sort, ce qui dépend de son expérience et de celle de sa cible, sauf si le sort cible une aire d'effet. Finalement, si le sort est de type illusions ou charme, la cible est autorisée à tirer un jet de résistance, en utilisant soit son intelligence (pour les illusions) soit sa sagesse (pour les charmes). Ce système en trois étapes rend la magie moins automatique, plus aléatoire, mais non pas moins dangereuse, car les effets des sorts de haut niveau sont souvent terriblement définitifs.

#### Enchantement d'objets magiques
Le processus de fabrication des objets magiques est particulièrement détaillé. On peut classer les objets magiques en trois catégories :
- Les objets magiques simples

Ils nécessitent un nombre limité de matériaux différents (moins de 10) et ont un nombre limité d'utilisations. Ce sont classiquement les anneaux simples, les potions, les parchemins, etc.
- Les objets magiques de pouvoir

Plus complexes et plus longs à fabriquer, ils nécessitent la consultation d'un Astrologue qui doit déterminer leur signe astral. Le magicien devra alors enchanter les 22 matériaux correspondants au signe de l'objet et finir son enchantement pendant la période de 30 jours couverte par le signe, sans que quiconque vienne l'interrompre. Ces objets sont donc beaucoup plus longs et délicats à fabriquer, mais contiennent plus de sortilèges, plus de charges et sont dotés d'un pouvoir de recharge qui leur permet de regagner chaque jour quelques-unes des charges utilisées.
- Les Focus

Ils sont enchantés comme des objets magiques de pouvoir mais chaque classe de magicien fabrique un type de Focus qui lui est propre. Par exemple, le Medium aura une boule de cristal, l'Artificier Forgeron une forge, un marteau et une enclume, le Conjureur un chaudron, le Verbaliste un bâton, etc. Le Focus est indispensable au magicien qui veut pratiquer son art dans de bonnes conditions. Il va stocker un très grand nombre de sortilèges à l'intérieur et il pourra utiliser son Focus pour sa défense magique personnelle.

#### La démonologie
On trouve par ordre croissant de puissance, Gargouilles, Diablotins, Balrogs et majeurs, Élémentaires, Djinns de l'Anneau, de la Lampe, Efrits, Chevaliers de l'Enfer, Anges Déchus, Puissances, Principautés et le Seigneur des Enfers au sommet de la hiérarchie démoniaque.
Il existe un sortilège d'invocation pour les démons de chaque cercle de puissance, les démons les plus puissants requérant une messe noire et un sacrifice pour leur invocation. Le magicien doit d'abord tracer un cercle de protection, puis le démon apparaît et il peut alors lui demander un service ou le lier à lui pour un temps. Les démons les plus puissants ne peuvent pas être liés mais ils connaissent un grand nombre de secrets qu'ils peuvent apprendre au magicien. Néanmoins, tous les démons sont retors (et les plus puissants sont les plus retors) et malheur au magicien qui aura mal tracé le cercle de protection ou qui aura mal formulé sa requête.

#### Les guildes et sociétés secrètes de magiciens
Un magicien peut choisir de faire partie d'une guilde ou d'une société, plus ou moins secrète. Ainsi, on trouve des sociétés secrètes de Sorciers et de Sorcières, bien entendu proscrites par les religions monothéistes et passibles du bûcher, mais aussi des guildes d'Artificiers Forgerons ayant pignon sur rue et vendant armes et armures magiques à qui est assez fortuné pour leur acheter.
L'avantage d'appartenir à une guilde ou une société pour un magicien est d'avoir accès au savoir de la guilde, qui est parfois immense et secret. Souvent, le magicien pourra être chargé d'une mission par sa guilde, ce qui procure au meneur de jeu des opportunités de scénarios. Au sein de sa guilde, le jeune magicien devra faire ses preuves et est encadré à ses débuts par un maître, qui lui apprend ses premiers sortilèges et assure sa formation ainsi que sa protection. Puis, lorsqu'il atteint le MKL9, l'élève devient maître et peut à son tour prendre un apprenti, perpétuant ainsi la propagation de son savoir et des traditions de la guilde.
Parmi les nombreuses sociétés secrètes, existe la très puissante Grande Loge Blanche, inspirée d'autres sociétés secrètes ésotériques comme les Rose-Croix ou la Franc-maçonnerie. Son but avoué est de veiller à ce que les magiciens n'utilisent pas leurs pouvoirs à leur profit personnel ou pour nuire au monde. Ce sont les ennemis naturels des Sorciers, des Nécromanciens et par extension de tout utilisateur de magie noire avide et ambitieux.

## La deuxième édition
La deuxième édition du jeu, sortie en 1983, est présentée dans une boîte en carton contenant trois livrets de règles dont l'organisation et la mise en page ont été refondues. Il n'y a pas de changement fondamental par rapport à C&S1 mais de multiples clarifications, voire simplifications, de points de règles. La période médiévale est maintenant séparée en trois périodes distinctes : Early Feodal, High Chivalric et Late Feodal, avec pour chaque période une technologie bien distincte. Par exemple, les lourdes armures de plaques et les épées à deux mains de type espadon ne sont disponibles qu'en Late Feodal (XIVe et XVe siècles). Cela permet d'éviter les anachronismes.
Le système de règles introduit des talents, principalement - mais pas exclusivement - pour les voleurs, assassins et affiliés. Un personnage peut apprendre un talent en dépensant des points d'expérience, certains talents coûtant plus cher que d'autres. En marge des talents de voleurs "traditionnels", on voit apparaître, par exemple, des talents de cuisinier.
Le système de combat de masse disparaît.

## La troisième édition
Après le succès relatif de la deuxième édition, C&S va sombrer dans l'oubli pendant plusieurs années, pour plusieurs raisons, dont la principale est la disparition de sa maison d'édition, Fantasy Games Unlimited. Après diverses péripéties, le jeu est finalement réédité par "Highlander Designs", une maison d'édition américaine fondée par G. W. Thompson. Les auteurs sont Ed Simbalist, Wilf Backhaus et G. W. Thompson.
Les références médiévales disparaissent presque entièrement, le jeu étant maintenant très orienté vers le fantastique, voire la fantasy. La magie est très simplifiée. Une nouvelle classe de magicien, le "Généraliste", apparaît.
Les règles instaurent un système de talents qui couvre tous les domaines du jeu, combat, magie, survie, géographie, langues, danses et chansons, histoire, bref tout ce qu'un personnage est capable d'accomplir ou de connaître, la liste de ces talents n'étant pas exhaustive. Le système de talents (baptisé "Skillscape") utilise un dé de pourcentage et un dé à 10 faces (D10) pour toutes les actions, le D10 déterminant si la réussite (ou l'échec) du talent est "critique" ou non. Ce système, très souple et très efficace, est un apport décisif à C&S, qui amène à la fois simplification (un seul système de résolution pour tous les aspects du jeu) et modernisme (les jeux de l'époque fonctionnaient tous avec un système de talents).
Plusieurs extensions au livre de règles seront publiés avec le label C&S3. Le "Bestiaire", un recueil de monstres, présente en détail des animaux et créatures notamment venues des légendes celtiques (comme les Tuatha Dé Danann et les Fées).

## La quatrième édition
Highlander Designs fit faillite et fut rachetée par Brittannia Game Designs Ltd, une société basée en Angleterre et dirigée par Steve Turner. La quatrième édition de C&S, baptisée "The Rebirth" vit le jour quelques mois plus tard. Edward Simbalist en était toujours le principal auteur mais nombre de fans participèrent. Le résultat fut le retour de certaines références médiévales ainsi que de certains mécanismes de jeu (tels le "Bash" ou les règles de ciblage des sorts). De plus, de nombreuses additions aux règles (telles que les "Laws of Magick") apportèrent de la nouveauté au jeu.
Les règles de base eurent plusieurs extensions, dont les "Knights' Companion", "Armourers' Companion", "Dwarves' Companion", et "Elves' Companion" sont les principales. BGD voulu aussi développer son propre monde, "Marakush".
Les ventes de C&S4 ne furent pas suffisantes pour assurer la continuité du jeu et BDG cessa de produire du matériel pour assurer la pérennité du jeu. Le décès prématuré de Edward Simbalist, principal auteur de C&S et véritable âme de C&S du jeu, donna le coup de grâce à la gamme.

## C&S5: Cinquième édition
En 2020, sort la cinquième édition "officielle" (voir plus bas), un livre en couleurs de 600 pages, édité par Brittannia Games et écrit par Steve Turner et son équipe. C'est la première édition de C&S qui ait été financée par Crowdfunding sur la plate-forme Kickstarter.
Le début décrit le monde médiéval et cette édition ajoute de nombreuses origines sociales possibles pour un personnage. Les compétences et le système SkillSkape sont toujours là. Les règles de combat sont conservées, avec ajout d'un système de coup destiné à être utilisé à la place du système d'AP dans les combats mettant aux prises de nombreux personnages. Les règles de Magie n'ont pas beaucoup changé par rapport à C&S4, incluant le lancement, le ciblage et la résistance à un sort.
Le livre décrit en détail les trois religions monothéistes, à tel point qu'il devient possible de jouer n'importe quel croyant de l'église romaine, de l'islam ou du judaïsme, ou même de concevoir sa propre religion monothéiste, en se basant sur les informations fournies. L'ajout des "entraves" et la façon dont leur nombre affectera l'Esprit maximum d'un personnage (anciennement appelé "Points de Croyance" dans C&S4) apporte une touche supplémentaire de réalisme. Un mécanisme permet de gagner ou de perdre de l'Esprit et est affecté par les entraves. A la fin de ce chapitre sont décrits les prêtres maléfiques (qui étaient inclus dans Hex Master Magick Users dans C&S 1/2), ainsi que les sorts de Magie Noire absents depuis la seconde édition. Quelques conseils pour construire son propre monde et sa propre campagne et enfin quelques exemples de PNJ et de monstres terminent le livre.

## Les versions de C&S "non-officielles"
Au fil des années, plusieurs versions non-officielles ont vu le jour, diffusée gratuitement sur internet.

## Éditeurs
- Fantasy Games Unlimited (1re, 2e, 5e et 6e éditions)

- Highlander Design (3e édition)
- Brittannia Game Designs et Maple Leaf Games (C&S Light et 4e édition)
- Mystic Station Designs éditeur de suppléments pour C&S 4e édition.
- Gamestuff Inc (redbook edition)

## Parutions

### Règles
- Chevalier (1976) : la préversion de C&S auto éditée à 40 exemplaires
- Chivalry & Sorcery (1977)
- Chivalry & Sorcery 2nd Ed. (1983)
- Chivalry & Sorcery 3rd Ed. (1997)
- Chivalry & Sorcery Light (1999)
- Chivalry & Sorcery 4th Ed. Deluxe (2000)
- Chivalry & Sorcery 4th Ed. Core Rules (2000)
- Chivalry & Sorcery 4th Ed. Magick & Miracles (2000)
- Chivalry & Sorcery 4th Ed. Gamemaster's Companion (2000)
- Chivalry & Sorcery Red Book (en) : pdf auto-édité par Wilf Backhaus (2000).
- Chivalry & Sorcery 5th Ed. : pdf auto-édité par Wilf Backhaus (2009).
- Chivalry & Sorcery 6th Ed. : pdf auto-édité par Wilf Backhaus (2011).
- Chivalry & Sorcery Essence v1.1 (2011).
- Chivalry & Sorcery Red Book (en) 4th Ed. : pdf gratuit en ligne (2012).
- Chivalry & Sorcery Red Book (en) 5th Ed. : pdf gratuit en ligne (2013).
- Chivalry & Sorcery Red Book (en) 6th Ed. : pdf gratuit en ligne (2014).
- Chivalry & Sorcery Red Book (en) 7th Ed. : pdf gratuit en ligne (2016).

#### Suppléments Règles
1re édition
- Castle Plans (1977)
- Chivalry & Sorcery Sourcebook (1978)
- Swords & Sorcerors (1978)
- Bireme & Galley (1978)
- Destrier (1978)
- Fortification Plans (1978)
- Chivalry & Sorcery Sourcebook 2 (1981)

2e édition
- Chivalry & Sorcery Sourcebook (1983)
- Chivalry & Sorcery Sourcebook 2 (1983)

3e édition
- Game Master's Handbook (1997)
- Creatures Bestiary (1998)
- Chivalry& Sorcery Gamemaster's Shield (1998)

4e édition
- Knights' Companion (1999)
- Armourers' Companion (2000)
- Dwarves' Companion (2000)
- Elves' Companion (2000)
- The Book of Items, Vol 1 (2002)
- The Book of Vocations, Spells & Skills Vol. 1 (2002)
- The Book of Vocations, Spells & Skills Vol. 2 (2002)
- The Book of Vocations, Spells & Skills Vol. 3 (2004)
- C&S Player's Pack (2004)
- C&S Player's Pack Volume 2 (2006)
- The Game Master's Toolkit Vol. 1 (2002)
- The Game Master's toolkit Vol. 2 (2003)
- The Game Master's Toolkit Vol. 3 (2004)
- The Game Master's Toolkit Vol. 4 (2006)
- The Library of Spells (2006)
- Psionics for SkillSkape (2004)
- Great Cats for SkillSkape (2002)
- Creatures for SkillSkape Vol. 1 (2004)
- The Book of Enchanted Beings and Unusual Creatures Vol. 1 (2006)
- The Library of Spells Volume 1 (2008)
- The Book of Additional Magick (2009)

#### Suppléments Monde
1re édition
- Saurians (1979)
- Arden (1979)
- Land Of the Rising Sun (1981)

3e édition
- The Dragon Reaches of Marakush (1998)
- Anderia (1998)

### Aventures
1re édition
- Rapier & Dagger (1978)

2e édition
- The Dragon Lord (1984)
- The Songsmith (1984)

3e édition
- Stormwatch (1998)

4e édition
- Where Heroes Fear to Tread (1999)
- Marakush Treachery (2002)

C&S Light
- Under the Castle Gates (2000)

## Univers
Il existe actuellement six univers pour Chivalry & Sorcery.

### 1reédition

#### Monde historique
- Celtes, Vikings et Mongols, dans Swords and Sorcerers.
- Japon féodal, dans Land of the Rising Sun.

#### Fantasy
- Arden. Un royaume inspiré de l'Angleterre et placé dans un monde plus vaste (Archaeron, voir l'article présenté dans le no 1 de Different Worlds).
- Saurians. Un monde peuplé de reptiles intelligents (cependant le chapitre décrivant les Hss'Taathi s'inscrit dans le monde d'Archaeron).

### 3eédition
- Tannoth
- Le monde « Dragon Reaches of Marakush » par l'éditeur de la 4e édition Britannia Game Designs.